# Arditi
Gli Arditi sono stati una specialità dell'arma di fanteria del Regio Esercito, costituita in autonomi reparti d'assalto e formata durante la prima guerra mondiale. Ufficialmente furono sciolti nel 1920 anche se alcuni reparti furono riformati durante la seconda guerra mondiale con l'istituzione del 10º Reggimento arditi; le tradizioni militari sono state ereditate dal 9º Reggimento d'assalto paracadutisti "Col Moschin" dell'Esercito Italiano mentre la loro memoria è mantenuta dalla Federazione Nazionale Arditi d'Italia.
Sono considerati da molti storici come i primi a incarnare realmente il concetto moderno di forze speciali.

## Storia

### Esperimenti anticipatori
Un'idea anticipatrice dell'Ardito può essere fatta lontanamente risalire al 1914, quando in ogni reggimento del Regio Esercito venne creato un Gruppo di Esploratori addestrati ad agire dietro le linee nemiche e tagliare il filo spinato di notte, vestiti completamente di nero. I primi nuclei di Arditi nacquero e si addestrarono a Manzano (Udine), in località Sdricca, dove tuttora si celebrano una commemorazione e una rievocazione la penultima domenica di luglio.
La vulgata popolare vuole riconoscere come antesignani degli Arditi anche i componenti delle cosiddette "Compagnie della morte", pattuglie speciali di Fanteria o del Genio adibite al taglio o al brillamento dei reticolati nemici, facilmente riconoscibili per l'uso di corazze ed elmetti principalmente del tipo "Farina". Esperimenti in tal senso furono anche proposti dal tenente colonnello Scipioni, che propose all'allora Capo del reparto operazioni, maggior generale Armando Diaz, l'utilizzo di soldati dotati di particolari scudi protettivi. La proposta fu approvata, ma dopo pochi esperimenti fallimentari si decise di accantonare la soluzione.
Nel dopoguerra si sostenne che l'idea dell'ardito fosse stata una creazione del capitano Cristoforo Baseggio che a ottobre del 1915 era stato posto al comando di una unità denominata "Compagnia volontari esploratori", che operava in Valsugana. Questa circostanza venne a più riprese contestata dai vertici dell'Associazione arditi e da memorialisti. L'unità contava 13 ufficiali e 400 soldati di truppa scelti su base volontaria e provenienti da vari reparti del settore della 15ª Divisione e si occupava principalmente di operazioni esplorative o missioni speciali, come il recupero di alcune opere d'arte dalla villa di un importante medico di Roncegno o il sequestro del sindaco e della maestra di Torcegno, sospettati di simpatie filoaustriache: nota era la tendenza dell'unità di Baseggio a dare alle fiamme gli abitati durante la ritirata dopo la fine delle operazioni, così da non lasciare punti d'appoggio agli inseguitori. La "Compagnia Autonoma Volontari Arditi" fu citata nel bollettino di guerra ad aprile del 1916 quando, al comando del Capitano Baseggio, conquistò il monte Sant’Osvaldo, venendo quasi completamente annientata.
Nel 1916 il Comando Supremo decise di premiare con la qualifica di "militare ardito" chi si fosse distinto per decisione e coraggio, con l'espresso divieto di creare unità speciali. Il distintivo, da portarsi al braccio sinistro, era il monogramma reale VE, ed era pensato esclusivamente come premio e come indicazione del soldato da portare per esempio. Questa fu tuttavia la genesi nell'immaginario del vocabolo "Ardito".
In realtà, la maggior parte di queste unità non avevano molto a che vedere con gli Arditi veri e propri se non l'affiatamento, lo spirito di corpo e la simbologia: i soldati del capitano Baseggio, infatti, erano semplicemente volontari non dotati di armamenti e addestramento speciali (sul Sant'Osvaldo le tattiche di combattimento ricalcavano ancora quelle d'assalto frontale della comune fanteria) e impiegati esclusivamente a scopo esplorativo o per operazioni particolari, mentre i soldati delle compagnie tagliafili non potevano affatto essere definiti Arditi, in quanto il loro impiego e soprattutto la loro velocità di movimento erano estremamente differenti. Il primo a proporre uno studio serio sulla questione, sottolineando come sarebbe stata utile la presenza di plotoni speciali atti non solo a compiti esplorativi, ma anche all'infiltrazione nelle retrovie nemiche e al loro disturbo, fu il generale Francesco Saverio Grazioli, in ciò attentamente ascoltato dal generale Luigi Capello della 2ª Armata.
Il primo impiego dei "plotoni speciali" teorizzati da Grazioli potrebbe risalire già all'agosto 1916, nella battaglia di Gorizia, durante gli scontri tra la Brigata Lambro e l'esercito austro-ungarico presso quota 188 e il Dosso del Bosniaco; a causa però dell'imprecisione dei rapporti ufficiali sull'operazione e del terreno impervio, infestato da reticolati e battuto dall'artiglieria austriaca, è impossibile determinare la loro efficacia sull'andamento della battaglia stessa: si suppone comunque che siano stati utilizzati come reparti di rottura presso le due già citate posizioni e come reparti esploranti una volta superata Gorizia.
Altre azioni notevoli di questi plotoni avvennero l'11 febbraio del 1917, quando due plotoni di questo tipo riconquistarono la trincea del saliente di Casa dei Pini, perduta due giorni prima dal 206º Battaglione della Brigata Lambro, e il 26 febbraio, quando un plotone irruppe in una trincea vicino Belpoggio, conquistandola.

### La nascita nel 1917

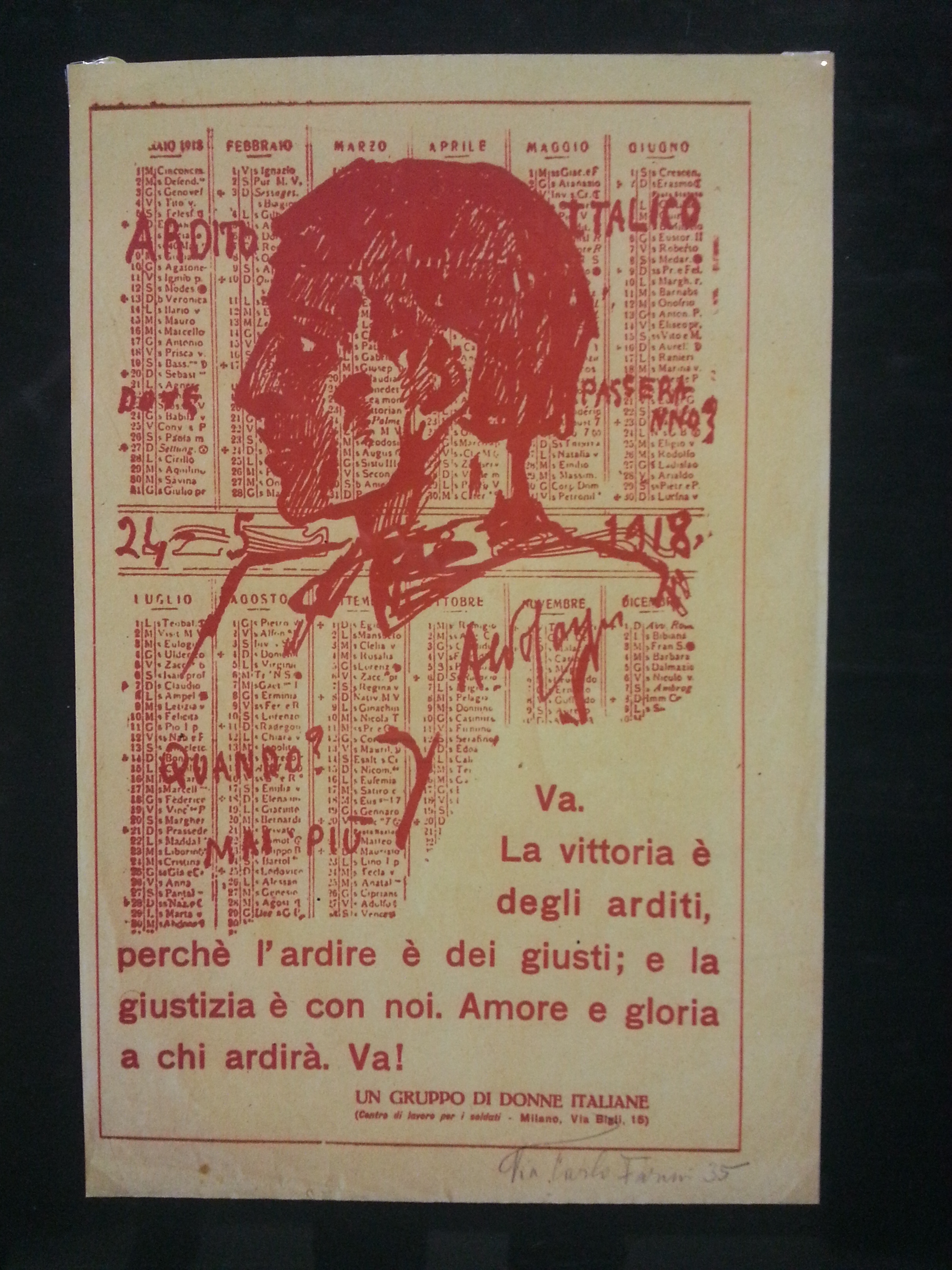
Museo storico italiano della guerra - Manifesto di propaganda degli Arditi, prima guerra mondiale

Nel 1917, a seguito di proposte e studi da parte di alcuni generali consci della necessità dell'impiego di truppe che superassero la classica formula dell'assalto frontale alle linee nemiche "ammorbidite" dall'artiglieria (su tutti i già citati Grazioli e Capello), nonché di certi giovani ufficiali stanchi della stasi e dell'inutile massacro della vita di trincea, si arrivò alla sperimentazione di un'unità appositamente costituita presso la 48ª Divisione dell'VIII Corpo d'armata, comandata dal maggiore Giuseppe Bassi, che si avvaleva della collaborazione del sergente Giuseppe Longoni.
Giuseppe Bassi fu inoltre autore di una innovativa nota sull'impiego delle pistole mitragliatrici Fiat Mod. 15 /OVP - Officine Villar Perosa, nella quale proponeva alcune modifiche tecniche all'arma (rimozione dello scudo, introduzione di un bipode leggero e migliorie tecniche, quali una guida per i caricatori difficili da sostituire al buio e nel pieno della battaglia) e della sua dottrina d'impiego (ottimizzazione delle sezioni mitragliatrici e precise indicazioni sugli equipaggiamenti delle singole unità della sezione, con l'introduzione peraltro di pugnali e petardi accanto ai moschetti e alle pistole a rotazione, per enfatizzare il carattere aggressivo delle truppe così organizzate). La nota, inoltrata al generale Gaetano Giardino nel novembre del 1916, ebbe il plauso di quest'ultimo, che però volle girarla al collega Grazioli per ottenerne un parere gerarchicamente superiore a quello di Bassi: lo studio da parte del comandante della Brigata Lambro (che verosimilmente adattò le nuove note alle sue precedenti considerazioni sui plotoni speciali) portò, in data 7 marzo 1917, alla consegna ai suoi comandanti di reggimento di una direttiva circa la creazione di reparti d'attacco speciali per incursioni a sorpresa, colpi di mano, contrattacchi improvvisi e altre operazioni fuori dalla competenza della normale fanteria.
Va fatto presente che già il 14 marzo 1917 il Comando Supremo aveva inviato una circolare informativa circa la costituzione di unità speciali da parte degli austro-ungarici. Peraltro, il primo ad adottare il concetto di truppa di élite era stato l'esercito tedesco, mediamente molto meglio addestrato dei normali reparti: le Stoßtruppen. Non bisogna cadere tuttavia nell'errore di pensare che gli Arditi fossero una semplice copia rivisitata delle truppe d'assalto tedesche e austriache, considerando non solo la diversa collocazione a livello di unità (negli eserciti degli Imperi centrali le truppe d'assalto venivano impiegate solo come "apripista" delle divisioni di fanteria, con consistenza mai superiori al battaglione, mentre gli Arditi arrivarono a costituire vere e proprie unità autonome) ma anche gli esperimenti di tale specialità in seno al Regio Esercito, precedenti la scoperta della presenza delle unità speciali degli eserciti germanici, che fu quindi utile non tanto a fornire l'idea in sé per la creazione degli Arditi quanto a spingere i comandi ad accelerare i tempi di costituzione degli stessi.
A seguito di valutazione positiva, dopo avere assistito a un'esercitazione diretta dallo stesso Bassi, il generale Cadorna decise di istituzionalizzare la nascita della nuova specialità diramando una circolare con la quale invitava i comandi delle varie armate a costituire unità speciali secondo precise indicazioni; tuttavia alcuni dissidi e difficoltà sull'equipaggiamento e sull'addestramento fecero slittare l'inizio dell'attività al 29 luglio 1917, quando lo stesso re Vittorio Emanuele III sancì la nascita dei reparti d'assalto.
I neonati reparti d'assalto si svilupparono quindi come corpo a sé stante, con una propria uniforme e un addestramento differenziato e superiore a quello dei normali soldati, da impiegarsi a livello di compagnia o di intero battaglione. La sede della scuola d'addestramento venne fissata a Sdricca di Manzano e il comando affidato allo stesso maggiore Bassi. In seguito alla scuola di Sdricca (e alle altre create all'uopo) vennero brevettati anche gli arditi reggimentali (niente a che vedere con i "militari arditi" del 1916), la cui istituzione fu poi ufficializzata nel 1918 con apposita circolare. Il loro compito non era più quello di aprire la strada alla fanteria verso le linee nemiche, ma la totale conquista di queste ultime. Per fare ciò venivano scelti i soldati più temerari, che ricevevano un addestramento molto realistico, con l'uso di granate e munizionamento reali e con lo studio delle tecniche d'assalto e del combattimento corpo a corpo. Operativamente, gli Arditi agivano in piccole unità d'assalto, i cui membri erano dotati di petardi "Thévenot", granate e pugnali, ed erano distribuiti in "coppie tattiche" di soldati per favorirne la flessibilità di manovra. Le trincee venivano tenute occupate fino all'arrivo della fanteria. Il tasso di perdite era estremamente elevato.
I primi reparti vennero creati nella 2ª Armata; al momento di Caporetto risultavano costituiti 27 reparti (secondo alcuni 23), anche se quelli effettivamente impiegati in combattimento furono meno. Quelli dipendenti dalla 2ª e dalla 3ª armata erano alle dipendenze del comando d'armata, mentre gli altri erano alle dipendenze dei comandi di corpo d'armata, soprattutto nel caso delle "Fiamme verdi" e degli altri reparti operanti in ambiente alpino. Solo i reparti della 2ª Armata erano già stati utilizzati ampiamente e provati in azione (almeno 3 battaglioni su 6 avevano operato come unità organiche, mentre gli altri erano spesso impiegati solo a livello di compagnie). Se tra quelli della 3ª Armata, probabilmente tre battaglioni erano già a un livello elevato di preparazione fisica e tecnica, gli altri invece si trovavano ancora in addestramento; inoltre i reparti arditi degli Alpini talvolta erano stati addestrati secondo standard inferiori a quelli della 2ª e 3ª Armata, che disponevano anche di un secondo apposito campo d'addestramento a Borgnano, nei pressi di Medea, e di un comando unico per le truppe ardite; si può dire che ancora nel tardo 1917 la specialità non era ancora stata ben compresa dagli alti comandi al di fuori di queste due armate.
I nuovi Reparti ricevettero il Battesimo del Fuoco nei mesi di Agosto e Settembre del 1917, durante l'Undicesima battaglia dell'Isonzo. Gli Arditi della Seconda Armata, impiegati sull'altopiano della Bainsizza, diedero prova di grande efficienza e coraggio. I nuovi Reparti riuscirono in vari punti a sfondare le linee austroungariche avanzando velocemente per diversi chilometri in profondità. 
Tre compagnie del I Reparto d'assalto attraversarono il fiume Isonzo nella notte tra il 18 e il 19 Agosto e attaccarono nella zona compresa tra Loga(a Sud) e Auzza(a Nord). Precedendo i reparti regolari, gli Arditi assaltarono le posizioni austro-ungariche lungo le alture a sinistra del fiume. Le truppe d'assalto sfondarono le prime linee di trincee austro-ungariche e si gettarono poco dopo contro le alture. Il monte Fratta, il Semmer e il Kuk furono presi, dando inizio all'avanzata italiana a Est dell'Isonzo.
Contemporaneamente la quarta compagnia del I Reparto, alle dipendenze della 48ª divisione, attaccò le posizioni austro-ungariche di San Marco e Belpoggio a Est di Gorizia.
Nei giorni successivi gli Arditi condussero diversi assalti contro le posizioni austro-ungariche sull'altopiano stesso. Nonostante le fortificazioni nemiche, le compagnie del I Reparto sfondarono le linee e avanzarono di diversi chilometri in territorio austro-ungarico. In certi casi le avanzate degli Arditi furono così travolgenti che i comandi del Regio Esercito non erano in grado di seguirne il ritmo.
L'impresa più straordinaria compiuta in questa battaglia è senza dubbio la presa del pesantemente fortificato Monte San Gabriele, nei primi di Settembre.
Lo scontro al San Gabriele iniziò alle 5:45 del 4 Settembre, quando le compagnie d'assalto uscirono dalle trincee dopo un violento bombardamento. La seconda compagnia del I Reparto d'assalto attaccò e conquisto la prima linea di trincee e iniziò a salire sul monte con i difensori del San Gabriele ancora ignari.
Gli Arditi attaccarono le caverne e le altre posizioni con bombe a mano e lanciafiamme. Alle 6:30 la vetta del San Gabriele fu presa. Contemporaneamente la terza compagnia assoltò il pesantenente difeso fortino Dol, annientando i difensori. Nel frattempo un plotone della quarta compagnia attaccò frontalmente il Santa Caterina mentre il resto della compagnia lo circondò.
La seconda compagnia, dopo la presa del San Gabriele, avanzò più a Est verso il monte San Daniele. Lo scontro vittorioso portò ,oltre alla conquista di importanti posizioni, un bottino di 3127 prigionieri, 55 mitragliatrici, 26 cannoni e diversi mortai.
Meno successi ottennero gli Arditi della Terza Armata, che dopo l'offensiva estiva andarono incontro a un periodo di riorganizzazione.
I sei reparti della 2ª Armata combatterono la battaglia di Udine e protessero la ritirata sui ponti di Vidor e della Priula, rimanendo sulle posizioni per consentire alle ultime unità regolari di passare il Piave. Un Reparto d'assalto era composto (inizialmente e teoricamente) da 735 uomini.
Dopo Caporetto, gli Arditi caddero per qualche tempo in disgrazia e furono riorganizzati pesantemente; il colonnello Bassi perse a sua volta prestigio e invece di sopraintendere all'organizzazione degli Arditi quale ispettore fu inviato a comandare un normale reggimento di linea.

### La riorganizzazione del 1917
Nell'inverno del 1917 gli Arditi vennero sciolti, ricostituiti e riaddestrati arrivando a 22 reparti operativi, per diventare a maggio del 1918 di nuovo 27 (più un reparto di marcia per ogni armata), assegnati ai corpi d'armata.
In particolare la riorganizzazione prevedeva la normalizzazione dei reparti (portati a ventuno, e numerati da I a XIII, XVI, XVII, e da XIX a XXIV) con l'invio di ufficiali più dediti alla cura della disciplina. L'organizzazione fu portata da quattro a tre compagnie, di 150 uomini ciascuna, cui erano associate tre sezioni autonome di mitragliatrici (Fiat Mod. 14), sei sezioni autonome di pistole mitragliatrici (mitragliatrici leggere Villar Perosa), sei sezioni autonome di lanciafiamme, per un totale di seicento uomini circa; le mitragliatrici e le pistole mitragliatrici furono tolte alle compagnie e raccolte in sezioni (contrariamente all'intuizione di Bassi e di Capello), anche se poi queste sezioni perlopiù venivano, nella pratica, riassegnate alle compagnie. Inoltre, per snellire i reparti, furono eliminati, almeno temporaneamente i due cannoni da 37 o i due obici da 65/17 che il generale Capello aveva aggiunto ai reparti Arditi della 2ª Armata. Anche la divisa si normalizzò, sembra per carenza di materiali, per tornare all'originale verso la metà del 1918, un reparto la volta.

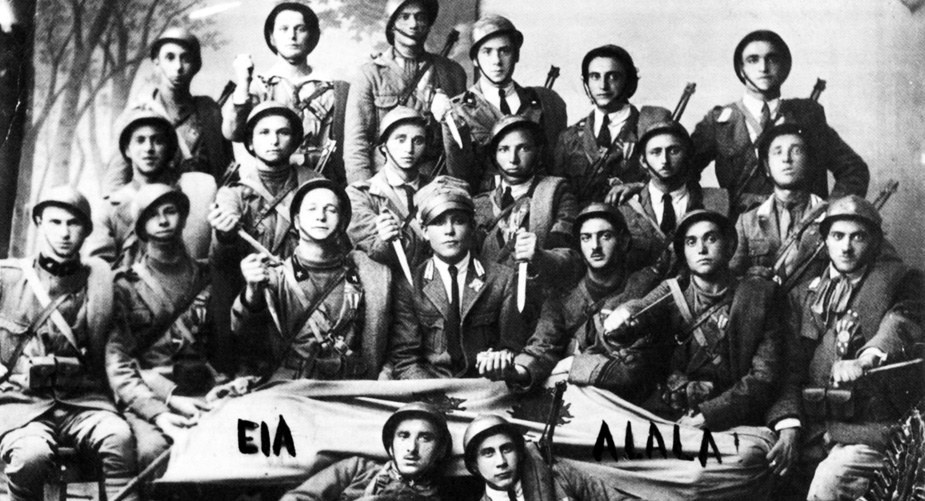
Gli arditi della brigata Bologna al comando del ten. Arturo Avolio

L'addestramento centralizzato nel campo di Sdricca, fortemente consigliato da Bassi, fu sostituito con campi di addestramento specifici per ogni corpo di armata, anche se il modello di addestramento fu presto adeguato a quello originale (in questa riorganizzazione si decise di dotare ogni corpo di armata di un reparto arditi, momentaneamente rinunciando alla creazione di grossi reparti di assalto previsti da Capello, riorganizzati alla fine del 1918). Dopo un momento di incomprensione, i nuovi ufficiali furono molto colpiti dalla forma mentis e dalle pratiche di addestramento degli arditi, che giunsero nuovamente a raggiungere l'eccellenza grazie alla formazione di nuove reclute che riempivano i vuoti causati dalla ritirata.
In particolare, si distinsero gli arditi del IX Battaglione (comandante l'allora maggiore e futuro maresciallo d'Italia Giovanni Messe) e quelli del V, ora XXVII (comandante maggiore Luigi Freguglia), entrambi inizialmente tra i peggiori della specialità e portati ai massimi livelli dai rispettivi comandanti, che curarono notevolmente la preparazione atletica e il realismo delle esercitazioni, oltre a congedare alcuni elementi indisciplinati e troppo provati.
Nel 1918 si volle nuovamente riorganizzare la specialità, che si era molto distinta ma rimaneva tuttora poco compresa dagli alti comandi. I battaglioni dedicati al corpo di armata presero la denominazione del corpo stesso e ne condivisero la numerazione (da 1º a 23º, sia in numeri romani sia in numeri arabi), cui si aggiungevano altri battaglioni, inizialmente il XXX (dato come rinforzo al I Corpo di armata) e il LII (abbinato alla 52ª Divisione alpina, che aveva compiti autonomi); cui si aggiungevano 7 battaglioni "di marcia" destinati alla riserva centrale e all'addestramento dei complementi, più tre battaglioni autonomi aggregati ai reparti italiani operanti fuori dal fronte italiano (uno in Francia, uno in Albania e uno in Macedonia).

#### Le due divisioni di assalto
Si cercò di costituire (riprendendo la decisione di Capello del '17) delle grandi unità composte eminentemente di arditi: la 1ª e la 2ª Divisione di assalto, con sei battaglioni ciascuna (comprendente anche artiglieria, servizi e battaglioni di Bersaglieri). Fu comunque difficile mantenere l'organico previsto e molti battaglioni furono spostati dai corpi di armata alle divisioni e viceversa, per un totale di circa 39-40 battaglioni addestrati, alcuni dei quali in seguito ai combattimenti venivano sciolti e riorganizzati o utilizzati, divisi per compagnie, per rinforzare altri reparti con una singola unità.
Verso la fine della guerra gli Arditi chiedevano sempre più insistentemente la sostituzione delle pistole mitragliatrici Villar Perosa Mod. 1915 in dotazione con i Beretta MAB 18 (ovvero "vere" pistole mitragliatrici manuali e non ibridi tra la pistola mitragliatrice e la mitragliatrice leggera) e di mitragliatrici leggere "vere" sulla falsariga del BAR americano e della Lewis inglese, o anche dalla Madsen danese (in uso presso l'esercito imperiale russo). Alcuni Lewis Gun furono effettivamente acquistati, ma passati perlopiù al corpo mitraglieri. In verità le mitragliatrici italiane di entrambe le guerre mondiali furono insufficienti numericamente, e spesso tecnicamente alla bisogna; gli Arditi, facendo di necessità virtù, finirono con l'utilizzare nello stretto delle trincee, dove il fucile con baionetta diventava ingombrante, tattiche "obsolete" come il corpo a corpo con il pugnale, al quale venivano specificatamente addestrati.

Il tenente Carlo Sabatini e i suoi Arditi del V reparto di assalto appena decorati dopo l'azione sul Monte Corno del 13 maggio 1918

Nel giugno del 1918 venne costituita una Divisione d'assalto con nove reparti al comando del maggior generale Ottavio Zoppi, divenuta poi Corpo d'armata d'assalto con dodici reparti su due divisioni. Al Corpo d'armata d'assalto vennero assegnati anche sei battaglioni bersaglieri e due battaglioni bersaglieri ciclisti, nonché supporti tattici e logistici adeguati.
I reparti prelevati dai corpi di armata per costituire le divisioni vennero ricostituiti, tanto che a fine guerra si contavano dodici reparti di assalto (più due di marcia) inquadrati nel Corpo d'armata d'assalto e venticinque reparti indipendenti assegnati alle armate.
Gli arditi furono tra gli artefici dello sfondamento della linea del Piave che permise nel novembre del 1918 la vittoria finale sugli eserciti austro-ungarici.

#### Lo scioglimento dei reparti
Pochi mesi dopo il termine della guerra, con la smobilitazione dell'esercito, si decise lo scioglimento dei reparti di assalto, sia per motivi di riorganizzazione sia di politica interna al Regio Esercito.
Queste motivazioni furono riassunte dal generale Francesco Saverio Grazioli, uno dei padri degli arditi:
("Promemoria sulla sorte possibile delle truppe d'assalto", 18 novembre 1918.)
Tra gennaio e febbraio 1919 il Comando Supremo sciolse il Corpo d'armata d'assalto, la 2ª Divisione d'assalto e tutti i reparti non indivisionati.

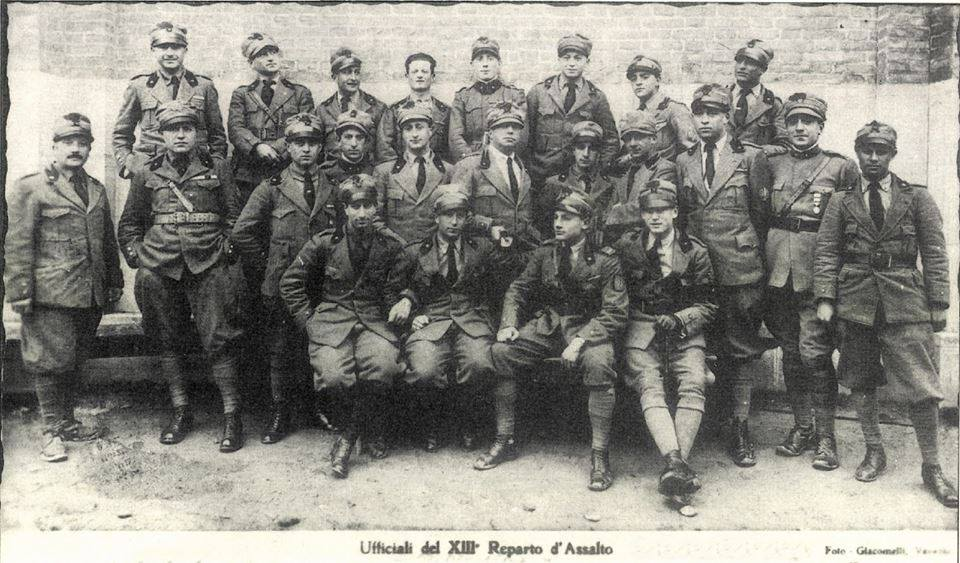
Ufficiali del XIII Reparto d'Assalto prima della partenza per la Libia nel 1919

Nel marzo 1919 solo la "1ª Divisione d'assalto" era ancora operativa: venne inviata nella Libia italiana per operazioni di polizia coloniale di breve durata insieme ad altre due divisioni ordinarie. Il suo rimpatrio fu deciso il 26 maggio, proprio quando la questione di Fiume era diventata incandescente con il ritiro dei delegati italiani dalle trattative di pace e la costituzione di un primo gruppo di volontari. Nel giugno la divisione sbarcò a Venezia e venne schierata lungo il delicato confine orientale.
Con l'inizio del biennio rosso, il ministro della guerra Caviglia decise anche di ricostituire temporaneamente alcuni reparti di Arditi da impiegare in operazioni di ordine pubblico particolarmente impegnative.
I reparti arditi XX e XXII, con il IX Bersaglieri, costituiscono un "Reggimento d'assalto" che operò in Albania fra giugno e agosto 1920. Tale reggimento al rientro in Italia viene stanziato in Veneto dove viene soppresso con scioglimento definitivo avvenuto alla fine del 1920 con il nuovo ordinamento Bonomi.

### Dopo la smobilitazione

#### L'impresa di Fiume

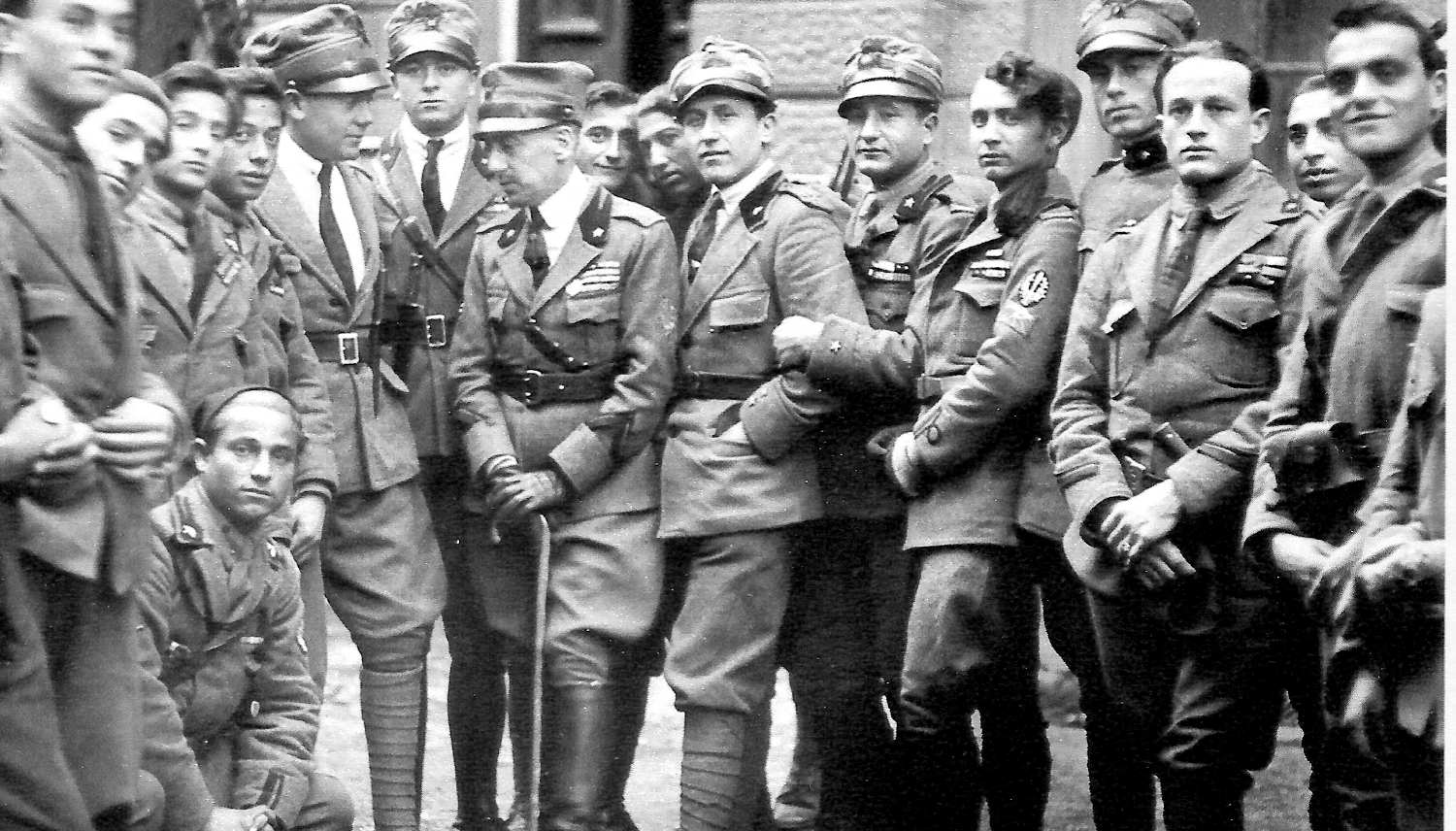
Gabriele D'Annunzio e i suoi Arditi a Fiume

Numerosi ex arditi parteciparono attivamente all'impresa fiumana sotto la guida di Gabriele D'Annunzio.
Nella relazione di Gino Coletti (segretario e promotore della Associazione Nazionale Arditi d'Italia (ANAI)) in occasione del congresso dell’Anai del 13 marzo 1921 (pubblicata nell’opuscolo “Due Anni di passione Ardita”) diceva, a proposito del comportamento dell’Associazione verso l’impresa di Fiume: “Sarà bene mi soffermi per dire quanto è stato fatto dall’Associazione Arditi per l’impresa di Fiume. Essa ha dato i migliori legionari dei quali molti sono caduti durante le cinque giornate. Per la sede di Milano sono passati e sono stati sussidiati (viaggi, diaria, viatici, eccetera) oltre duemila legionari per i quali è stata spesa la somma di L. 60.000. A Fiume l’Associazione ha dato tutto: danari, sangue, sacrifici immensi. Tutti noi a essa ci siamo offerti, affrontando e patendo l’insidia, l’odio, la galera e la persecuzione. Abbiamo eletto D’Annunzio nostro Capo Supremo e abbiamo atteso sempre i suoi ordini, pronti a ogni momento a marciare con lui. Sennonché..." dopo l'occupazione della città, venne instaurata la "Reggenza del Carnaro" e venne promulgata, come carta costituzionale del nuovo Stato, la Carta del Carnaro tra i cui principali ispiratori vi fu il sindacalista rivoluzionario Alceste de Ambris, anche lui con passato di Ardito.
Il 25 dicembre 1920 (il cosiddetto Natale di Sangue) le truppe regolari dell'Esercito italiano guidate dal generale Caviglia posero termine alla fugace esperienza della Repubblica del Carnaro dopo brevi scontri.

#### GliArditi del Popolo
La maggior parte di coloro che avevano combattuto tra gli Arditi seguì D'Annunzio o si schierò con i nascenti Fasci di combattimento, ma non tutti, come risulta dall'esperienza degli Arditi del Popolo (frangia secessionista romana dell'ANAI, schierata politicamente sulle posizioni del socialismo massimalista). La sezione romana dell'associazione Arditi d'Italia dette così vita, in contrapposizione al forte ma non ancora consolidato movimento dello squadrismo fascista, agli Arditi del Popolo, gruppo paramilitare, cui non facevano parte solo arditi ma reduci dalla guerra con connotazioni antifasciste, che ebbe adesioni fra anarchici, comunisti, socialisti. I comunisti ne costituivano l'ala maggioritaria, ma erano presenti anche componenti repubblicane - come per esempio, Vincenzo Baldazzi che fu uno dei capi - e talvolta, come nella difesa di Parma, anche militanti del Partito Popolare - come il consigliere Corazza ucciso a Parma dai fascisti negli scontri.
Nacquero nell'estate del 1921 per opera di Argo Secondari, ex tenente delle "Fiamme nere" (arditi che provenivano dalla fanteria) di tendenza anarchica. La consistenza certa di queste formazioni paramilitari fu di 20 000 uomini iscritti, per un totale di circa 50 000 uomini con simpatizzanti e partecipanti alle azioni, tra i quali reduci di guerra, alcuni di loro su posizioni neutrali o antifasciste.
L'evento forse di maggior risonanza fu la difesa di Parma dallo squadrismo fascista nel 1922: circa 10 000 squadristi fascisti, prima al comando di Roberto Farinacci, poi di Italo Balbo, dovettero rinunciare a occupare la città dopo 5 giorni di scontri con un consistente gruppo di socialisti, anarchici e comunisti, comandati dai capi degli Arditi del Popolo (350 arditi del popolo presero parte allo scontro con i fascisti) Antonio Cieri e Guido Picelli. I morti tra i fascisti furono 39, tra coloro che resistettero cinque.

### Durante il fascismo
Fra le due guerre gli ex arditi si riunirono nell'Associazione Nazionale Arditi d'Italia (ANAI), fondata dal capitano Mario Carli, poi tra i membri del cosiddetto "fascismo delle origini", lo stesso che scrisse assieme a Marinetti l'articolo Arditi non gendarmi. Molti degli arditi dell’ANAI aderirono al movimento fascista e presero parte alla marcia su Roma, e diversi di loro sarebbero diventati importanti capi fascisti, come Giuseppe Bottai e Italo Balbo, anche se l'adesione non fu unanime.
Infatti venne fondata la FNAI (Federazione Nazionale Arditi D'Italia) il 23 ottobre 1922 da Mussolini che aveva sciolto l'ANAI considerata poco affidabile per il fascismo; nella FNAI confluirono molti Arditi. Nel 1937 Mussolini donò a Roma la Torre dei Conti presso Via dei Fori Imperiali (allora via dell'Impero) alla FNAI, che vi rimase fino al 1943. Nel 1938 nella torre fu allestito un mausoleo dove sono tuttora conservate le spoglie del generale degli arditi Alessandro Parisi, morto quell'anno in un incidente stradale e presidente della federazione dal 1932.
Il generale Capello, ispiratore e fondatore del corpo, fu tra i primi ad aderire ai Fasci italiani di combattimento; fu chiamato a presiederne il Congresso di Roma a novembre del 1921 e a ottobre del 1922 prese parte alla Marcia su Roma. Ma per la sua adesione alla massoneria dal 1925 fu emarginato dall'esercito, che lo considerava uno dei massimi responsabili del disastro di Caporetto, e dal fascismo, che poi lo incarcerò perché lo considerava connivente con l'attentato Zamboni a Mussolini. Come lui molti altri "padri" dell'Arditismo, che non erano confluiti nel fascismo, furono emarginati, a vantaggio di figure, magari meno importanti, ma di sicura fede fascista o aderenti al fascismo pre marcia.
La specialità fu ricostituita in seno alla milizia durante la guerra civile spagnola (1936-1939) dove reparti di arditi della MVSN furono inquadrati in battaglioni nel Corpo Truppe Volontarie.

### Nella seconda guerra mondiale
Reparti di "sciatori arditi" presero parte alla campagna di Francia: tra questi il battaglione alpini "Duca degli Abruzzi", il reparto autonomo "Monte Bianco" e il reparto "Arditi Alpieri".
Nella campagna d'Africa, le compagnie auto-avio sahariane erano composte da "arditi camionettisti" o "arditi sahariani" operanti a bordo di autoblindo AB41 e di camionette FIAT e Lancia (Fiat-SPA AS37, SPA-Viberti AS42 e Fiat 634), specificamente adattate al contesto desertico, e munite di mitragliatrici pesanti, cannoncini leggeri da 47 mm e 65 mm, e cannoncini antiaerei Breda 20/65 Mod. 1935.
Nel maggio 1942 venne costituito il I Battaglione speciale arditi. Questo venne costituito il 15 maggio su tre compagnie, ognuna specializzata su una modalità di infiltrazione in territorio nemico. Il 20 luglio 1942 lo SMRE costituì il Reggimento Arditi, con sede a Santa Severa, vicino a Roma e il 1º agosto vi confluì il I Battaglione speciale Arditi, quale sua prima pedina operativa e il 15 settembre assunse la denominazione di 10º Reggimento arditi. Operò in Nord Africa e in Sicilia, anche dietro le linee nemiche, fino allo scioglimento nel settembre 1943.
Il I battaglione Arditi, che l'8 settembre si trovava in Sardegna, non occupata dai tedeschi, aderì al Regno del Sud e nel marzo 1944 andò a costituire il IX Reparto d'assalto dell'Esercito cobelligerante italiano. Nel settembre ebbe la denominazione di III Battaglione "Col Moschin" del 68º Reggimento fanteria "Legnano", composto da quattrocento arditi.

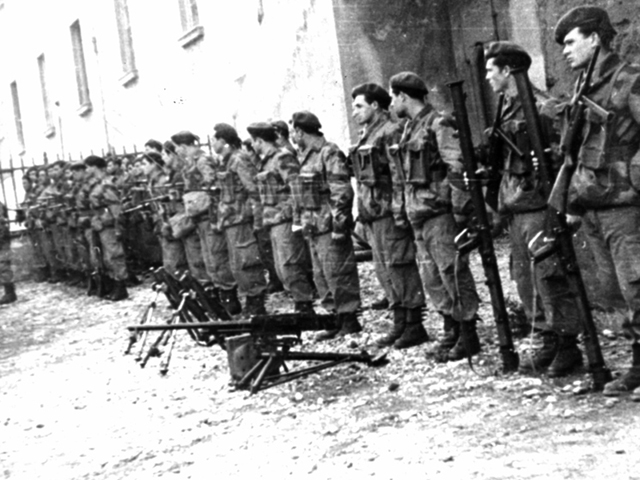
Un reparto di arditi incursori negli anni '50

Anche la Regia Aeronautica costituì unità di arditi: il battaglione ADRA (Arditi distruttori della Regia Aeronautica) istituito il 28 luglio 1942, che operò nel corso dello sbarco alleato in Sicilia. Operò dopo l'8 settembre 1943, durante la Repubblica Sociale Italiana, con il nome di ADAR (Arditi Distruttori Aeronautica Repubblicana), con sede a Tradate.
Nel 1944 furono costituiti, sempre per l'Aeronautica nazionale repubblicana, il 1º Reggimento Arditi Paracadutisti "Folgore" (ex Reggimento paracadutisti "Folgore") e il 2º Reggimento Arditi Paracadutisti "Nembo" (attivo solo con due battaglioni).

### Nel dopoguerra
Le tradizioni degli arditi furono ereditate in seno all'Esercito Italiano nel 1954 dal Reparto Sabotatori Paracadutisti, e a partire dal 1975 dal 9º Battaglione d'Assalto Paracadutisti "Col Moschin" (Reggimento dal 1995).
È riconosciuta inoltre l'associazione combattentistica di reduci Arditi d'Italia.

## Caratteristiche

### Raggruppamenti
Organizzazione dei reparti arditi nel 1918:
| Raggruppamento | Raggruppamento | Gruppi      | Assegnato alle seguenti Divisioni | Assegnato alle seguenti Divisioni | Assegnato alle seguenti Divisioni | Assegnato alle seguenti Divisioni | Note |
|                |                | Gruppi      | 1915                              | 1916                              | 1917                              | 1918                              | Note |
| -------------- | -------------- | ----------- | --------------------------------- | --------------------------------- | --------------------------------- | --------------------------------- | ---- |
|                | I              | 1°, 2° e 3° | =                                 | =                                 | =                                 | 1ª Divisione d'Assalto            |      |
|                | II             | 4°, 5° e 6° | =                                 | =                                 | =                                 | 2ª Divisione d'Assalto            |      |

### Organizzazione di reparto
Suddivisione ed equipaggiamento di un reparto d'assalto Arditi nella prima guerra mondiale:
- Reparto d'Assalto (735 militari)[14]
  - tre Compagnie (circa duecento militari ciascuna)
    - I Plotone d'Attacco
      - I Squadra d'Assalto (un pugnale e venti bombe a mano a testa)
      - II Squadra d'Attacco (un pugnale e venti bombe a mano a testa più una pistola mitragliatrice Villar Perosa Calibro 9 Glisenti detta "Pernacchia" con 10 000 cartucce)
      - III Squadra d'Attacco (un pugnale e venti bombe a mano a testa più una pistola mitragliatrice Villar Perosa Calibro 9 Glisenti detta "Pernacchia" con 10 000 cartucce)
      - IV Squadra d'Attacco (un pugnale e venti bombe a mano a testa)
      - Coppia di Munizionamento (due militari con quattro bisacce da 150 bombe a mano l'una)

    - II Plotone d'Attacco
      - I Squadra d'Assalto (un pugnale e venti bombe a mano a testa)
      - II Squadra d'Attacco (un pugnale e venti bombe a mano a testa più una pistola mitragliatrice Villar Perosa Calibro 9 Glisenti detta "Pernacchia" con 10 000 cartucce)
      - III Squadra d'Attacco (un pugnale e venti bombe a mano a testa più una pistola mitragliatrice Villar Perosa Calibro 9 Glisenti detta "Pernacchia" con 10 000 cartucce)
      - IV Squadra d'Attacco (un pugnale e venti bombe a mano a testa)
      - Coppia di Munizionamento (due militari con quattro bisacce da 150 bombe a mano l'una)

    - III Plotone d'Attacco
      - I Squadra d'Assalto (un pugnale e venti bombe a mano a testa)
      - II Squadra d'Attacco (un pugnale e venti bombe a mano a testa più una pistola mitragliatrice Villar Perosa Calibro 9 Glisenti detta "Pernacchia" con 10 000 cartucce)
      - III Squadra d'Attacco (un pugnale e venti bombe a mano a testa più una pistola mitragliatrice Villar Perosa Calibro 9 Glisenti detta "Pernacchia" con 10 000 cartucce)
      - IV Squadra d'Attacco (un pugnale e venti bombe a mano a testa)
      - Coppia di Munizionamento (due militari con quattro bisacce da 150 bombe a mano l'una)

    - IV Plotone d'Attacco
      - I Squadra d'Assalto (un pugnale e venti bombe a mano a testa)
      - II Squadra d'Attacco (un pugnale e venti bombe a mano a testa più una pistola mitragliatrice Villar Perosa Calibro 9 Glisenti detta "Pernacchia" con 10 000 cartucce)
      - III Squadra d'Attacco (un pugnale e venti bombe a mano a testa più una pistola mitragliatrice Villar Perosa Calibro 9 Glisenti detta "Pernacchia" con 10 000 cartucce)
      - IV Squadra d'Attacco (un pugnale e venti bombe a mano a testa)
      - Coppia di Munizionamento (due militari con quattro bisacce da 150 bombe a mano l'una)

    - V Plotone Specialisti
      - I Squadra Mitraglieri (due mitragliatrici pesanti con 20 000 cartucce)
      - II Squadra Guastatori
      - III Squadra Segnalatori

    - VI Plotone Lanciafiamme

  - Compagnia Complementi (circa 135 militari armati con un pugnale, quattro bombe a mano e un moschetto con 71 cartucce a testa)
    - Plotone Specialisti
      - I Squadra Mitraglieri (due mitragliatrici pesanti con 20 000 cartucce)
      - II Squadra Cannonieri (due cannoni da 65/17)

Ogni squadra di attacco o di assalto poi era suddivisa in 5/6 coppie.

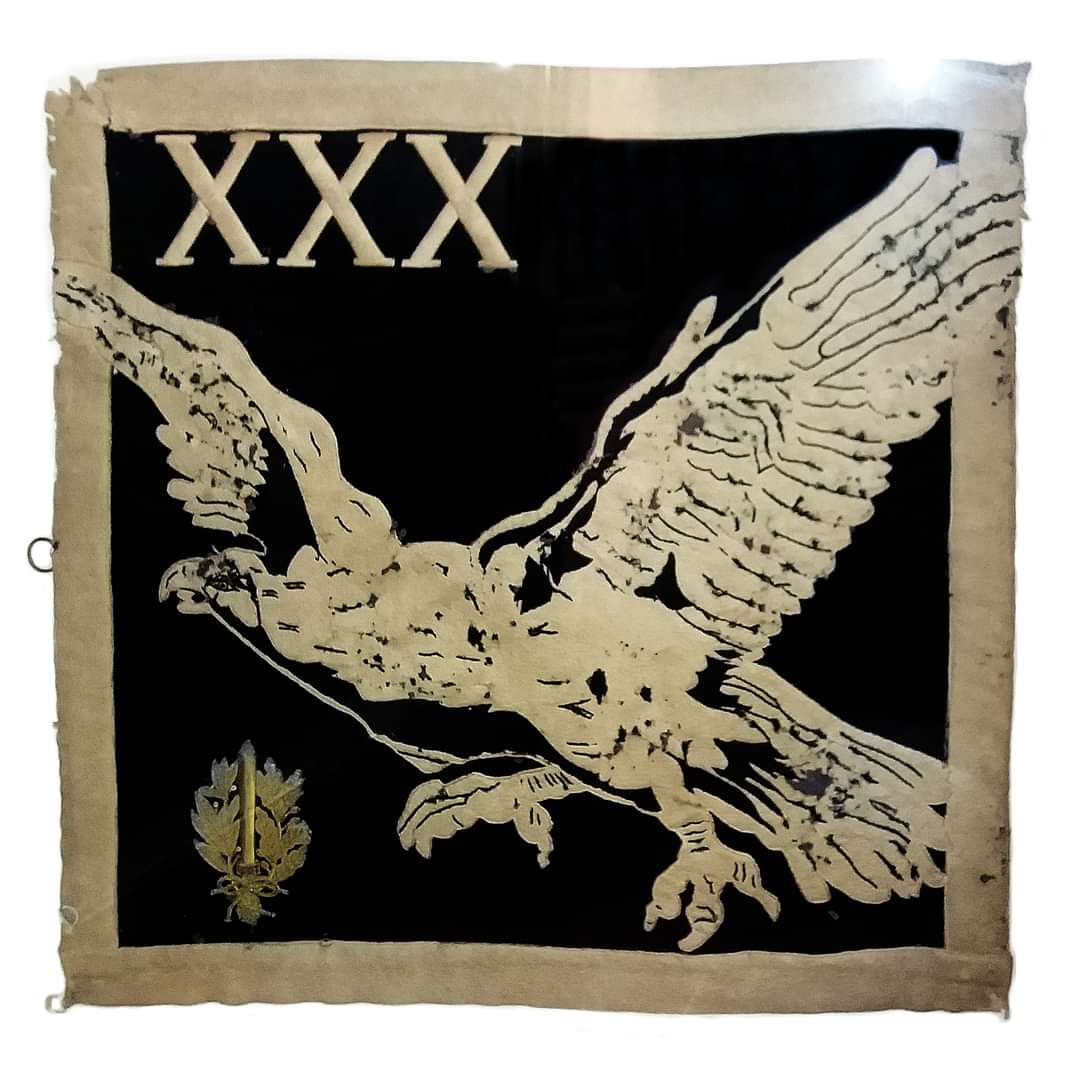
Gagliardetto del trentesimo reparto d'assalto

### Addestramento

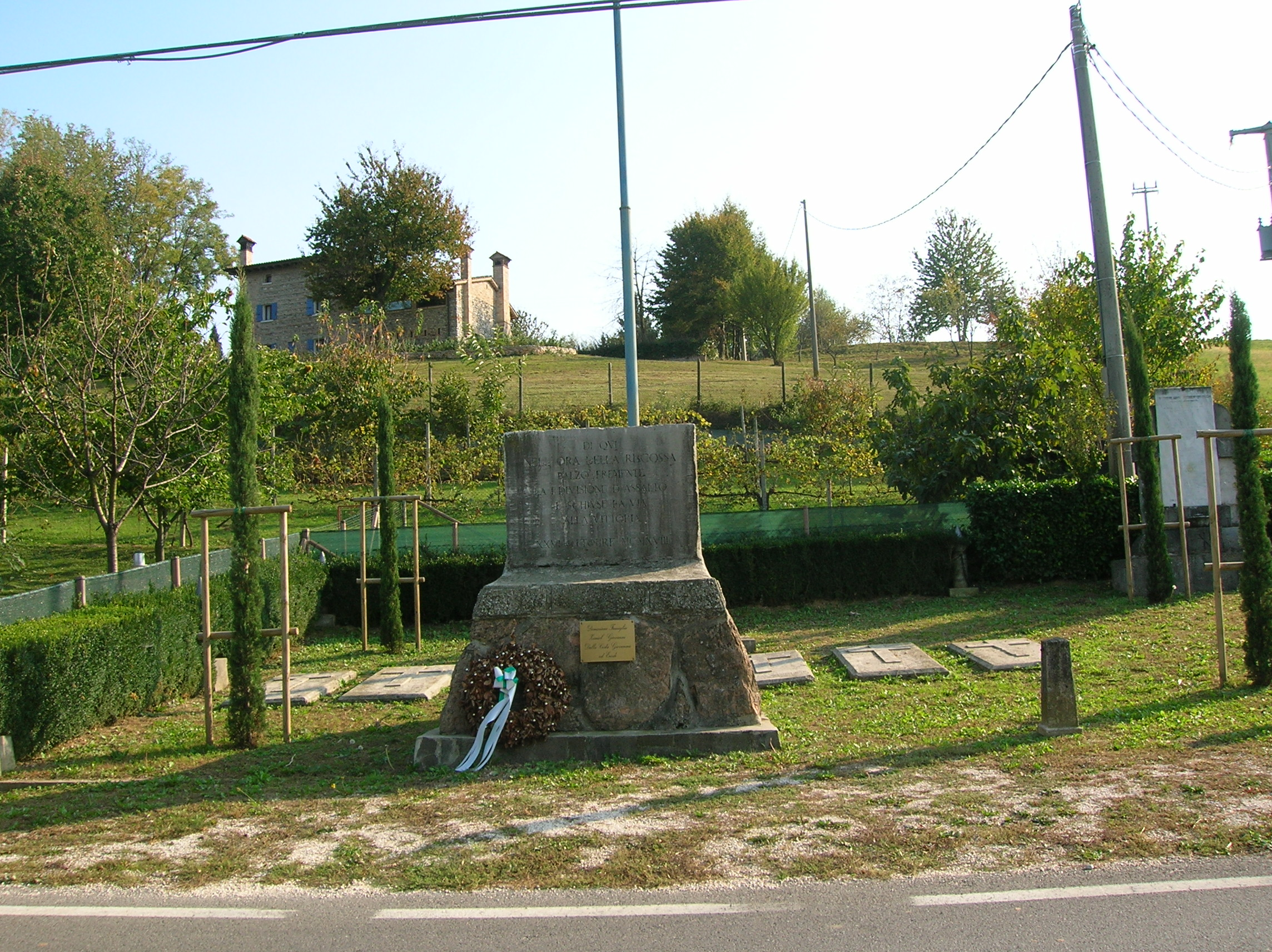
Cippo degli Arditi

I soldati di preferenza erano arruolati su base volontaria, ma con il progredire del numero dei reparti iniziarono a essere designati dai propri comandi tra i soldati più esperti e coraggiosi delle compagnie di linea, possibilmente scegliendoli tra i militari già decorati al valore (secondo la proporzione di un soldato ogni compagnia di fanteria, e di due per le compagnie di Alpini e Bersaglieri).
Dopo un accertamento dell'idoneità militare come Arditi mediante prove di forza, destrezza e sangue freddo, venivano addestrati all'uso delle armi in dotazione, alle tattiche innovative di assalto, alla lotta corpo a corpo con o senza armi, il tutto supportato da una continua preparazione atletica.
Contrariamente alla leggenda, diffusa dagli stessi Arditi, non erano ammessi nel corpo i pregiudicati, anche se chi era stato colpito da provvedimenti disciplinari o dalla giustizia militare poteva fare domanda per entrare nel corpo in cambio di una riduzione della pena.
In particolare venivano impartite lezioni per il lancio delle bombe a mano, per il tiro con il fucile, per l'utilizzo del lanciafiamme e della mitragliatrice, oltre alla scherma con il pugnale. L'addestramento era particolarmente intensivo e realistico, effettuato su "colline tipo" molto simili a quelle del fronte con l'uso di armi di preda bellica con munizioni vere, e furono parecchi gli Arditi deceduti durante le esercitazioni o l'addestramento di base (soprattutto colpiti da schegge di bomba a mano, perché la procedura operativa prevedeva un lancio molto corto dell'ordigno, subito seguito da un assalto diretto).
L'elevato addestramento, lo spirito di corpo e lo sprezzo del pericolo, ma anche i vantaggi di cui godevano, fecero degli Arditi il corpo più temuto dagli eserciti avversari, ma crearono anche un clima di diffidenza e di invidia da parte di ufficiali appartenenti ad altri reparti. Alcuni militari di truppa portavano nei loro riguardi stima e rispetto, per la capacità di risolvere sul campo di battaglia situazioni tatticamente impossibili per i reparti di linea, altri invidia e odio, perché a differenza di loro, gli Arditi erano ben armati e addestrati, godevano di licenze frequenti e buon rancio, e tra un assalto e l'altro erano inviati nelle retrovie, o addirittura in città, mentre loro rimanevano molto a lungo in linea senza essere rilevati nemmeno dopo lunghi combattimenti, e, quando inviati "in riposo" erano mandati spesso in seconda linea a svolgere lavori (spostamento munizioni, scavo trincee ecc.) oppure abbandonati in campagna. Un altro motivo di invidia dipendeva dal fatto che gli Arditi erano sottomessi a una disciplina poco formale e meno rigida. Inoltre, spesso molti soldati trovavano fastidioso che queste truppe, molto meglio armate e addestrate, conquistassero con "facilità", o almeno con velocità, (prendendosene il merito) posizioni attorno alle quali avevano combattuto con scarsa fortuna per mesi, indebolendole con inutili e sanguinosi attacchi frontali (e, inoltre, magari difendendole dal contrattacco nemico che era seguito alla conquista degli Arditi); il merito della conquista andava quindi agli Arditi, creando un dualismo in seno all'esercito, tra reparti di linea e reparti offensivi.

### Uniforme

Le mostrine

A differenza del resto dell'Esercito che indossava la giubba con bavero chiuso gli Arditi avevano in dotazione una giubba a bavero aperto presa in prestito dai bersaglieri ciclisti, più comoda e pratica, con una tasca sulla schiena detta "cacciatora" per il trasporto dei petardi. Sotto questa giacca all'inizio venne indossato un maglione a collo alto in lana, anch'esso preso dai bersaglieri, mentre più tardi venne utilizzata una camicia grigioverde con cravatta nera.
Al bavero della giubba erano cucite le mostrine: fiamme nere a due punte. Gli Arditi provenienti dai Bersaglieri e dagli Alpini conservavano le mostrine delle specialità d'origine, rispettivamente fiamme cremisi e fiamme verdi. Con il termine "Fiamme Nere" erano indicati gli stessi Arditi, così come per "Fiamme Cremisi" (o "Fiamme Rosse") si intendevano i Bersaglieri e per "Fiamme Verdi" gli Alpini. La "Fiamma Nera", oltre a essere la mostrina, era anche l'insegna, in genere un gagliardetto nero, che precedeva il Reparto nell'assalto. La scelta del nero fu un omaggio del tenente colonnello Giuseppe Bassi al patriota risorgimentale Pietro Fortunato Calvi – suo bisnonno per parte di madre – solito indossare una cravatta nera, simbolo dei carbonari veneziani che avevano liberato Manin e proclamata nuovamente la Repubblica Veneta.
Il copricapo caratteristico degli Arditi era dapprima il classico berretto da fanteria con davanti il simbolo degli arditi, successivamente, nel 1918 venne scelto il fez nero con fiocco nero. Gli Arditi provenienti dai Bersaglieri e dagli Alpini conservavano i loro tradizionali copricapo: fez rosso con fiocco blu per i primi, cappello alpino per i secondi. Durante le operazioni veniva portato l'elmetto metallico dapprima con dipinto il fregio degli Arditi, successivamente coperto dall'apposito telino di tela "bigia" su cui il fregio veniva dipinto o ricamato.
Un simbolo ricorrente degli Arditi, che compariva sul gagliardetto di reparto, ma anche ricamato sulle giubbe o sotto forma di spilla metallica, era il pugnale con sulla guardia la scritta "FERT" (motto dei Savoia) e contornato da una fronda di alloro e una di quercia, legate fra loro da una corda formante un nodo Savoia. La morte con il pugnale fra i denti venne adottata nel periodo dell'Impresa di Fiume da Gabriele D'Annunzio.
Molti degli elementi distintivi degli Arditi furono in seguito ripresi dalle prime formazioni fasciste, tipicamente il fez nero, il teschio con il pugnale tra i denti, ma anche dalle formazioni degli Arditi del Popolo (teschio ma con pugnale e occhi rossi) e da varie squadre di difesa antifascista, come la camicia nera con il teschio in filo d'argento sul fianco utilizzato dalle squadre comuniste romane. Lo stesso saluto «A noi!» fu poi usato dagli Arditi del Popolo (con il saluto a pugno chiuso) e come tale compare in alcuni loro inni.

### Equipaggiamento

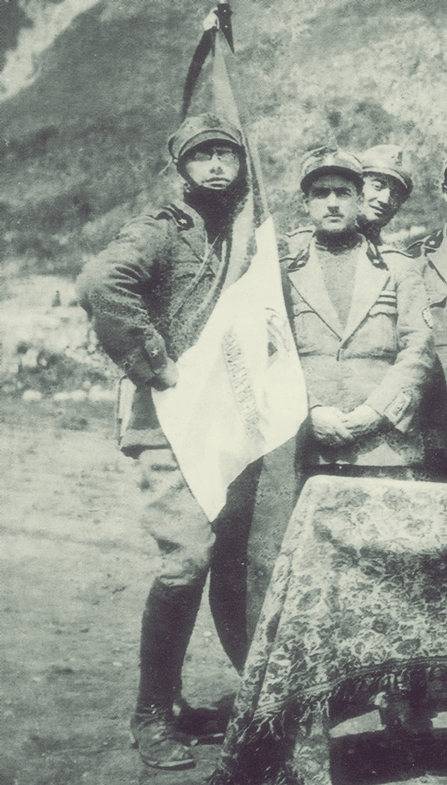
Alfiere del IX reparto d'assalto

L'equipaggiamento tipico degli arditi era costituito dal pugnale per la lotta corpo a corpo e dalle bombe a mano. Queste ultime venivano utilizzate anche per creare panico e confusione oltre che per il loro effetto dirompente (il petardo Thévenot, il tipo di bomba a mano più utilizzato dagli Arditi, era particolarmente adatto all'assalto in quanto dotato di una non eccessiva potenza, poteva quindi essere tirato in movimento appena davanti all'ondata d'assalto senza ferire l'assaltatore, con il vantaggio di essere molto rumoroso e quindi provocatore di timore negli avversari, che lo confondevano con una normale granata a mano). Altre armi utilizzate furono le mitragliatrici Fiat Revelli modello 1914 e i lanciafiamme. A livello di fucili, gli Arditi usarono il Moschetto da Cavalleria e il Moschetto TS, varianti più corte, leggere e maneggiovoli del lungo e ingombrante fucile Carcano Mod. 91
Gli Arditi utilizzarono in quantità e in maniera rivoluzionaria le pistole mitragliatrici Villar Perosa. Innovativa arma e prima nel suo genere, completamente automatica che sparava proiettili per pistola, che fu utilizzata dai reparti d'assalto negli attacchi alle posizioni nemiche, rivelandosi molto utile negli scontri a distanza ravvicinata e per ripulire le trincee. 
Secondo la credenza popolare, gli Arditi utilizzarono nell'ultima fase del conflitto il mitra MAB 18 della Beretta (derivato da una VP sdoppiata e montata su un calcio da fucile), ma in verità tale arma non fu mai usata. Tuttavia gli Arditi del I reparto d'assalto effettivamente impiegarono il mitra OVP 1918 durante incursioni contro le linee austroungariche sul Grappa nel Settembre del 1918 e nella successiva battaglia di Vittorio Veneto.
Nel Museo del Risorgimento di Torino, nella sala dedicata alla resistenza sono conservati un pugnale e un petardo appartenenti agli Arditi.

### Differenze tattiche rispetto alle altre truppe d'assalto e di rottura
I limiti tattici (e strategici) nell'impiego e nell'uso degli arditi rispetto a Jäger-Sturm-Bataillon, Sturmtruppen, Sturmpatrouillen, Stoßtrupp o anche ai reparti di rottura e assalto sviluppati dagli alleati (come per esempio le divisioni canadesi, le fanterie leggere britanniche e francesi, via via generalizzate nel corso del primo 1918) furono molto evidenti soprattutto prima di Caporetto. Gli arditi, sin dal nome, evidenziavano la loro natura di reparto d'assalto, in cui era centrale non la tattica d'infiltrazione, ma il coraggio nell'assalto più o meno frontale, con prestazioni migliorate dall'addestramento (finalmente) realistico, ma non troppo differente da quello che si andava standardizzando in altri, più ricchi, eserciti, come quello imperiale tedesco o quello francese. Gli arditi erano una truppa d'élite, non un modello (come le Stoßtrupp tedesche, che furono un modello emulato un po' alla volta dall'esercito imperiale), un corpo scelto che garantiva prestazioni superiori sul campo proprio perché si sentiva "diverso" e puntava sul "trionfo della volontà" e sull'importanza di coraggio e disciplina. Per questo gli arditi reggimentali non furono mai considerati "veri arditi", mentre i plotoni, le compagnie e i battaglioni d'assalto all'esercito imperiale furono aggregati ai reggimenti e alle divisioni proprio per fungere da scuole pratiche d'insegnamento sul campo delle nuove pratiche,da generalizzare. Il modello tedesco, già prima della guerra, dava molta importanza al comando decentrato, alle squadre (gruppen e trupp appunto), in cui ufficiali inferiori (spesso tenenti o sottotenenti) e sottufficiali (anche caporali) avevano un grande potere decisionale. Un reparto d'assalto tedesco (o, dal tardo 1917, francese) attaccava per piccole squadre autonome, in cui era il sottufficiale che adeguava gli ordini ricevuti alla situazione tattica che incontrava sul terreno (tanto che ogni sottufficiale tedesco disponeva di carte e mappe, mentre i sergenti e i sottotenenti disponevano di ottimi binocoli, cosa che sovente nell'esercito italiano era prerogativa di capitani e maggiori), evitava i centri di fuoco nemico (che invece gli arditi avevano l'ordine di investire e distruggere), aggirava i nemici più che colpirli. Inoltre eserciti come quello britannico, tedesco e francese, espressione di nazioni dotate di un solido sistema industriale, una classe operaia più numerosa di quella contadina e ben alfabetizzata, di un sistema di istruzione militare ben capace di individuare ufficiali e sottufficiali, potevano dare a queste squadre migliori strumenti, sia militari che concettuali, per praticare l'infiltrazione. Il più importante di questo fu la mitragliatrice leggera, che nell'esercito italiano era la modesta Villar Perosa, inferiore a quasi tutte le armi coeve di questa categoria (e, infatti, più simile a una pistola mitragliatrice), e diffusa in numeri mai sufficienti. Solo nel 1918 inoltrato fu disponibile la SIA 1918, a guerra oramai quasi finita, e sempre solo dal 1918 furono disponibili le prime vere pistole mitragliatrici italiane (MAB 18, OVP), ovvero non fu un miglioramento tecnologico a permettere la nascita degli arditi, ma questi esistettero a prescindere dalla tecnologia, e anzi proprio per trovare una soluzione a un problema posto dalla superiorità tecnologica nemica nelle mitragliatrici. Inoltre negli imperi centrali si riuscì nell'alleggerimento delle mitragliatrici medie a parità di prestazioni; si noti che nel 1917 un battaglione italiano aveva a disposizione, nel migliore dei casi, sei mitragliatrici pesanti e sei Villar Perosa ("pernacchie" nel gergo degli Arditi), mentre l'esercito imperiale tedesco ne forniva dodici pesanti e ventiquattro leggere, quello imperial regio austroungarico otto pesanti e sedici leggere, e i britannici alla fine della guerra avevano anche 48 o addirittura 56 mitragliatrici in un battaglione. A quest'arma si aggiungevano granate da fucile, fucili da trincea (ovvero fucili a pompa), Carabine-Mitrailleuse Modèle 1918, pistole mitragliatrici, lanciafiamme (l'unica arma "moderna" abbastanza diffusa anche tra gli arditi, ma concentrata in una sezione e non sparpagliata tra le varie compagnie) e quant'altro, che riuscirono ad aumentare la potenza di fuoco dei piccoli reparti da mandare dietro le linee nemiche, in modo da aumentare l'effetto morale e psicologico sul nemico, oltre a potere puntare sempre, nell'assalto, non alla conquista delle postazioni (difese da soldati sovente difficilmente impressionabili), ma nell'assalto alle più deboli retrovie (dove l'effetto psicologico delle nuove armi era notevolissimo) e all'aggiramento dei reparti combattenti. Ma il centro di tutto questo sviluppo restava il caporale al comando di una piccola squadra che avanzava su ordini di massima prendendo decisioni autonomamente, mentre per gli arditi si trattava della compagnia e del battaglione, o al massimo del plotone (che nella migliore delle ipotesi aveva due armi automatiche), e al singolo soldato era richiesta più l'obbedienza (oltre al coraggio sfrontato) non il ragionamento. Un altro elemento di debolezza tecnologica italiana era la scarsità di telefoni mobili e di collegamento tra i reparti d'assalto e le retrovie, nell'esercito imperiale tedesco un battaglione d'assalto disponeva, organicamente, di almeno 8 ufficiali di artiglieria il cui unico scopo era il coordinamento tra le truppe d'assalto e l'artiglieria (che, però, era flessibile e abituata a rispondere alle richieste di qualsiasi ufficiale di prima linea, anche perché la produzione di proiettili era molto più elevata in nazioni "ricche" come la Gran Bretagna o la Germania imperiale, che in Italia), oltre a piccioni viaggiatori, e a 1-2 telefoni da campo mobili (come minimo) per plotone. Questo permetteva agli attaccanti di coordinarsi con l'artiglieria, e di usarla per coprirsi durante l'assalto (che cominciava, come anche nell'esercito Francese, mentre il bombardamento del nemico era ancora in corso).

## Musica
Nel 1917 Marcello Manni scrisse la canzone Fiamme Nere (noto anche come Inno degli Arditi).